# Mermaid Avenue
Albums de Billy Bragg et Wilco
Mermaid Avenue Vol. II
(2000)
Mermaid Avenue est un album de Billy Bragg et Wilco, sorti le 23 juin 1998.

## L'album
Lors du festival Summerstage de New York de 1992, en hommage à Woody Guthrie, Billy Bragg rencontre Nora Guthrie, la fille de Woody, qui le convainc de mettre en musique les textes de son père. Bragg se lance dans l'aventure en 1995 et, devant l'ampleur de la tache, s'adjoint deux ans plus tard le groupe country Wilco.
Le nom de l'album vient d'une rue de Brooklyn où vécut Woody Guthrie pendant la Seconde Guerre mondiale. Rolling Stone n'hésite pas, à sa sortie, à le qualifier de « album essentiel des années quatre-vingt-dix ».
Il atteint la 90e place du Billboard 200 et fait partie des 1001 albums qu'il faut avoir écoutés dans sa vie.

### Titres
Tous les textes sont de Woody Guthrie et la musique par Billy Bragg, sauf mentions.
1. Walt Whitman's Niece (3:53)
2. California Stars (Jeff Tweedy, Jay Bennett) (4:57)
3. Way Over Yonder in the Minor Key (avec Natalie Merchant) (4:06)
4. Birds and Ships (avec Natalie Merchant) (2:13)
5. Hoodoo Voodoo (Tweedy, Bennett, Bragg, John Stirratt, Ken Coomer, Corey Harris) (3:12)
6. She Came Along to Me (Bragg, Tweedy, Bennett) (3:26)
7. At My Window Sad and Lonely (Tweedy) (3:27)
8. Ingrid Bergman (1:50)
9. Christ for President (2:39)
10. I Guess I Planted (3:32)
11. One by One (Tweedy) (3:22)
12. Eisler on the Go (2:56)
13. Hesitating Beauty (Tweedy) (3:04)
14. Another Man's Done Gone (1:34)
15. The Unwelcome Guest (5:09)

### Musiciens
- Billy Bragg : guitare acoustique et électrique, guitare classique, bouzouki, banjo, voix
- Jeff Tweedy : guitare acoustique et électrique, harmonica, voix
- Jay Bennett : piano, orgue Hammond, clavinet, melodica, claviers, basse, batterie, percussions, bouzouki, dulcimer, banjo, guitare acoustique et électrique, voix
- Corey Harris : guitare électrique, voix
- Ken Coomer : batterie, percussions, voix
- Natalie Merchant : voix
- John Stirratt : basses, claviers, orgue Hammond, guitare acoustique, voix
- Peter Yanowitz : batterie
- Bob Egan : pedal steel guitar, guitare
- Eliza Carthy : violon
- Johnathan Parker : voix
- Elizabeth Steen: accordéon